# ルーコウサウルス
ルーコウサウルスまたはルコウサウルス（学名 Lukousaurus 「盧溝のトカゲ」の意）は、小さな頭蓋骨の吻部の大部分をもとに記載された主竜様類であり、特徴的な涙骨角を示し、中国雲南省の前期ジュラ紀の禄豊累層で発見され、1940年に楊鍾健によって記載された。属名は盧溝橋に由来し、日中戦争時の北京近郊の「十字路」である。模式種であるルーコウサウルス・イニ（Lukousaurus yini）は、一部の研究者によってケラトサウルス類に属する暫定的な獣脚類としてされており、また他の研究者らによってコエルロサウルス類に分類されていた。ルーコウサウルスの頭蓋骨はその大きさの割にかなり頑丈だが、歯は典型的な獣脚類のものであると著者によって説明された。だが、後の2012年にルーコウサウルスが何であれ、間違いなく主竜様類であることが判明した。

## 発見の歴史

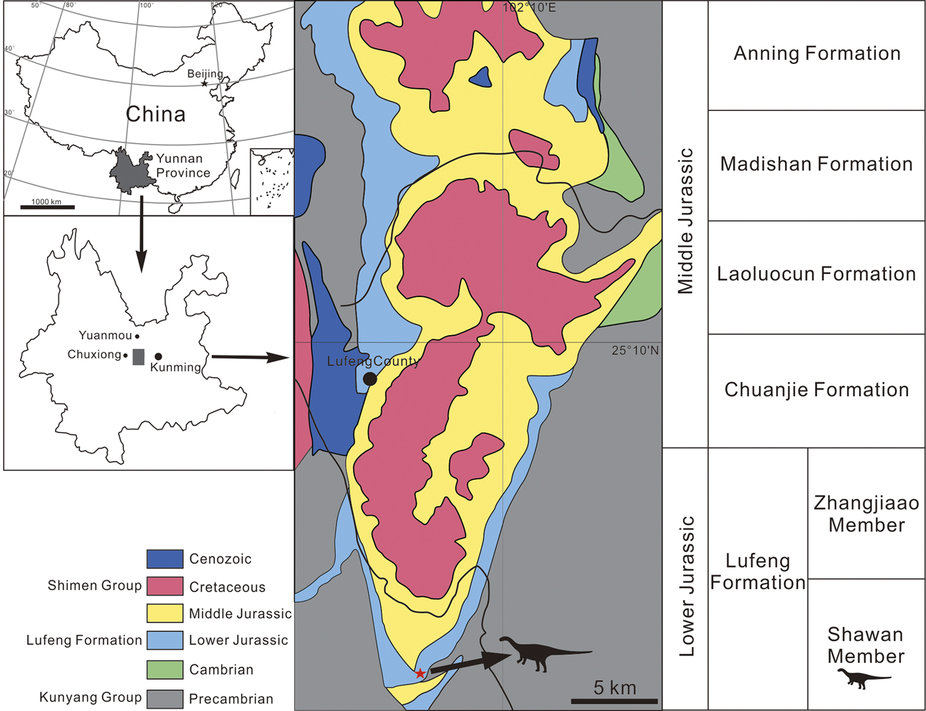
禄豊地域の層序分布と区分。ルーコウサウルスの化石は、画像の黒い点から北東約2kmの地点で発見された。

1930年代後半、中国雲南省禄豊市の黄家田（現：張家窪）の現場付近で、前頭蓋骨と下顎の一部、そしておそらく歯と上腕骨が近くで発見された。ルーコウサウルスの頭蓋骨は禄豊層の赤い層の下部ジュラ紀の地層で発見されたが、1940年に楊鍾健によって命名された時点では、層は三畳紀のものであると考えられていた 。楊鍾健は、ルーコウサウルスの頭蓋骨が非常に奇妙であり、ルーコウサウルスの分類群がコエルロサウルス類であると考えていただけでなく、原竜脚類やカルノサウルス類にも形態が似ていると指摘した。属名は盧溝橋に由来する。日中戦争が始まり、日本による中国の植民地支配に対する中国の抵抗の象徴となった北京近郊の「十字路」だった。種小名は、旧日本軍の侵略にもかかわらず調査作業を続けた中国地質調査局の元副所長、尹贊勛に敬意を表している。ルーコウサウルスのホロタイプ標本は、中国北京市の中国科学院古脊椎動物古人類学研究所内にホロタイプIVPP 23として保管されている。シモンズは1965年に、ある上腕骨遠位と共骨化した脛骨と腓骨をルーコウサウルスとしたが、それ以前に発見されていた標本との間に部位の重複はない。

## 分類
ルーコウサウルスの分類は、模式標本とその上腕骨の奇妙な特徴のため、非常に不確実。ルーコウサウルスは、サルトプス、ポドケサウルス、アンモサウルス（=アンキサウルス）と比較した後眼窩骨と眼窩の形状に基づいてコエルロサウルス類として最初に記載されたが、現在これらの分類群は全てコエルロサウルス類とはみなされていない。大きさと「頭蓋骨のいくつかの特徴」もパレオサウルスに似ていると指摘されているが、パレオサウルスは疑問名とされている。董枝明は1992年に中国の恐竜に関する著書の中でルーコウサウルスをポドケサウルス科（=コエロフィシス科）に割り当て、これは楊鍾健によるポドケサウルスとの当初の分類と同様の結論となったが、1997年にケネス・カーペンターはルーコウサウルスを未確定の獣脚類とした。2008年、ミッキー・モーティマーはルーコウサウルスはアベリサウルス科のケラトサウルス類かスフェノスクス亜目のいずれかであると信じていたが、スターリング・ネスビットが開発した系統発生マトリックスを用いてルーコウサウルスを基盤的偽鰐類と位置づけ、2011年に立場を修正した。ノールらは2012年に、前眼窩窓の構造においてルーコウサウルスが主竜類の偽鰐類と類似していることを発見した。そしてイルミスは2004年に、ルーコウサウルスは獣脚類でも恐竜でも恐竜様類でもなかったと述べた。